# Белцець (Молдова)
Белцець (рум. Bălțați) — село в Яловенському районі Молдови. Входить до складу комуни, адміністративним центром якої є село Ціпала.